# Action en justice en procédure civile française
Ne doit pas être confondu avec plainte.
Le droit d'agir en justice est, pour le demandeur, le droit d'être entendu sur le fond de sa demande. Pour le défendeur, c'est le droit de discuter le bien-fondé de cette prétention.
L'action en justice est l'objet d'un droit subjectif indépendant du droit qu'elle tend éventuellement à mettre en œuvre, dont l'exercice peut constituer un abus.
Cependant, cette notion d'action en justice est à différencier du droit substantiel dont elle permet la sanction judiciaire.
Sans oublier qu'il ne faut pas non plus confondre le droit d'agir de la demande en justice.
Si ce droit n'existe pas, la demande est irrecevable (art. 122 du Code de procédure civile).
La recevabilité de la demande en justice est subordonnée à la présence de l'intérêt à agir (« pas d'intérêt pas d'action » dit l'adage), et à celle de la qualité à agir.
L'action en justice est une liberté fondamentale pour chaque individu. Elle a pour effet de créer un lien d'instance entre les deux parties au litige. Le caractère libre de l'action en justice peut se traduire par exemple par la possibilité de demander une indemnisation ou non. Une décision du Conseil Constitutionnel du 25 juillet 1989 est venue consacrer cette liberté.

## Droit d'agir en justice
L'article 31 du Code de procédure civile reconnaît le droit d'agir en justice aux personnes qui justifient d'un intérêt pour agir et d'une qualité pour agir. La capacité de jouissance dépend de l'existence juridique d'une personne, et prive par conséquent les défunts et les groupements dépourvus de la personnalité morale (société en participation et société en formation) du droit d'agir en demande et en défense.

« L'action est ouverte à tous ceux qui ont un intérêt légitime au succès ou au rejet d'une prétention, sous réserve des cas dans lesquels la loi attribue le droit d'agir aux seules personnes qu'elle qualifie pour élever ou combattre une prétention, ou pour défendre un intérêt déterminé. »

— Article 31 du Code de procédure civile
Les deux conditions requises pour que le droit d'agir en justice existe sont l'intérêt et la qualité pour agir. L'absence de l'une de ces conditions est une condition d'irrecevabilité. Toutefois, la distinction de ces deux notions est malaisée en pratique. L'intérêt et la qualité pour agir ne doivent pas être confondus avec la capacité et le pouvoir qui sont deux conditions de fond qui président à l'exercice du droit d'agir et dont l'absence entraîne la nullité de la demande pour irrégularité de fond (Art. 117 CPC).

### Intérêt pour agir
Il est défini de manière assez large : avantage pécuniaire ou moral que l'on peut retirer d'une action en justice. Pour Gérard Cornu, c'est « la constatation d'un mal et la possibilité d'un remède ».
L'article 31 du Code de procédure civile consacre la maxime « Pas d'intérêt, pas d'action ». Si l'intérêt à agir en justice doit être né et actuel, la jurisprudence admet les actions lorsque l'intérêt n'est que futur (vérification d'écriture, mesure d'instruction in futurum, référé en prévention d'un dommage imminent, et action en dénonciation de nouvel œuvre), ou lorsque l'intérêt est incertain (actions déclaratoires telles que l'action en déclaration de nationalité ou l'action en désaveu préventif de paternité). En revanche, la jurisprudence rejette les actions interrogatoires et provocatoires.
Le titulaire du droit d'agir doit justifier d'un intérêt légitime juridiquement protégé, et d'un intérêt personnel et direct (« nul ne plaide par procureur »). La jurisprudence admet la recevabilité des actions intentées sur le fondement d'un intérêt collectif dans certaines conditions :
- les actions sont recevables lorsque l'intérêt collectif ne constitue que la somme d'intérêts individuels, telle une association de défense qui agit dans l'intérêt de ses membres[11] ;
- les actions sont irrecevables lorsqu'elles sont intentées par une personne au nom d'une collectivité qu'elle prétend représenter (recours collectif).

Cette notion d'intérêt légitime pose problème car cela suppose un jugement moral. Pour Geneviève Viney, « c'est très bien qu'il y ait la possibilité de filtrer l'accès au prétoire. ». On renvoie donc à la tétralogie de Motulsky et l'on statue sur le bien-fondé de la prétention.
Cependant la loi permet aux associations et aux syndicats professionnels d’agir pour les intérêts communs du groupe représenté. Lorsque l’association défend une grande cause elle devra se conformer aux exigences de durée minimale, de déclaration d’intérêt public et d‘habilitation (voir le code de procédure pénale).

### Qualité pour agir
La qualité pour agir est le titre ou la qualification auxquels sont attachés, dans certaines actions en justice, le droit d'agir en justice, exigée à peine d'irrecevabilité. Cette qualité résulte soit de la qualité requise par la loi, soit, dans toutes les actions ouvertes à tout intéressé, de la justification d'un intérêt pour agir. On parle aussi d'actions attitrées ou d'actions banales. Parfois, il faut justifier d'un titre juridique (exemple : une action en divorce de la part de la belle-mère n'est pas recevable car seule la personne protégée peut agir. Dans cet exemple, la belle-mère a probablement intérêt au divorce mais l'on exige une qualité pour agir (l'un des deux époux)). La qualité pour agir peut a contrario élargir le nombre de personnes qui peut agir en justice.
La loi attribue la qualité pour agir à certains groupements pour représenter un intérêt véritablement collectif, sans devoir justifier d'un intérêt personnel à agir. Cette action est fondée sur les droits reconnus à la partie civile en cas d'infraction pénale. La qualité pour agir de ces groupements dépend donc de deux types de conditions cumulatives :
- les conditions liées aux statuts et à l'ancienneté de l'association au jour de l'infraction ;
- les conditions liées à l'infraction, à la victime et à la personne à l'origine de l'action publique.

Les groupements qui se voient conférer la qualité pour agir au nom d'une catégorie de personnes comprennent :
- les syndicats de salariés[13] (le syndicat a cependant l'obligation d'avertir le salarié qui a le droit de s'y opposer). C'est un arrêt des Chambres réunies de la Cour de cassation du 15 avril 1913 combiné à la loi du 12 mars 1920 qui ont consacré cette possibilité. Un arrêt de l'assemblée plénière de la Cour de cassation du 7 mai 1993 affirme que l'on peut revendiquer l'indemnisation d'un préjudice économique ou social. ;
- les associations de lutte contre le racisme[14] ;
- les associations de lutte contre les violences sexuelles ou familiales[15] ;
- les associations pour la défense ou l'assistance de l'enfant en danger et victime de toutes formes de maltraitance[16] ;
- les associations de lutte contre les crimes contre l'humanité ou les crimes de guerre, ou de défense des intérêts moraux et l'honneur de la Résistance ou des déportés[17] ;
- les associations de lutte contre la discrimination fondée sur le sexe ou sur les mœurs[18] ;
- les associations de défense de la nature et de l'environnement[19] ;
- les associations de défense des consommateurs[20]. C'est la loi du 5 janvier 1988 qui les habilite notamment pour faire supprimer les clauses abusives.

Serge Guinchard parle de « jurisprudence des grandes causes » car les juges ont parfois habilité des associations alors même qu'il n'y avait pas de loi. Les associations avaient des stratégies soit pour obtenir une habilitation soit pour obtenir une loi.
Toute la difficulté est de distinguer les notions d'intérêt général et d'intérêt collectif. En effet, seul le ministère public a la qualité pour défendre l'intérêt général, il le fait parfois d'office. Il peut être soit partie principale soit partie jointe avec deux particularités : il n'est jamais condamné à payer les dépens et il n'a pas à communiquer ses conclusions à l'adversaire, ce qui engendre une rupture de l'égalité des armes. Par exception, un citoyen peut défendre l'intérêt général si un contribuable veut agir pour défendre les finances publiques de sa commune : il peut demander l'autorisation du tribunal administratif pour agir en justice et représenter l'intérêt de la commune. Le tribunal administratif va donc attribuer qualité au citoyen mais la procédure est très lourde. En matière pénale, on préconise la "partie citoyenne".
Un autre problème est le problème des actions de groupe.
La loi du 18 janvier 1992 dite « loi sur l'action en représentation conjointe » est intervenue pour élargir les actions des associations. Elle permet d'agir pour défendre l'intérêt des consommateurs sous réserve d'obtenir au moins deux mandats. Pour Louis Boret, c'est une « action mort-née » à cause de ces mandats. De nombreuses questions se posent alors :
- système d' opt-in et d' opt-out. Le Conseil Constitutionnel ayant consacré la liberté de l'action en justice par une décision du 25 juillet 1989, il n'y a pas de certitude absolue pour l' opt-out
- En France, « nul ne plaide par procureur ». On ne risque qu'une nullité pour vice de forme.
- L'autorité de la chose jugée : Elle a un effet relatif. Elle n'a d'autorité qu'à l'égard de ceux qui étaient parties au procès.
- Le respect du principe du contradictoire : première phase du procès pour savoir si le professionnel est responsable, deuxième phase pour constituer le groupe.
- On ne peut pas individualiser l'action : on doit savoir combien l'on donne et à quelles personnes.
- Aux États-Unis, ce sont les cabinets d'avocats qui intentent l'action en justice.

## Classification des actions
La doctrine retient deux classifications des actions en justice, l'une fondée sur la nature du droit qui fonde l'action, l'autre fondée sur l'objet du litige. Une troisième distinction distingue les actions selon leur finalité et pour qualifier un intérêt pour agir incertain.

### Actions réelles, personnelles et mixtes
Une première classification distingue les actions selon la nature du droit qui les fondent :
- les actions réelles sont fondées sur un droit réel (de res, la chose) et comprennent :
  - les actions pétitoires, qui visent à la reconnaissance d'un droit réel (action en revendication et action confessoire),
  - les actions possessoires, qui visent à la protection de la possession (avec ou sans animus domini)
- les actions personnelles sont fondées sur un droit personnel ;
- les actions mixtes tendent à la mise en œuvre d'un droit personnel et d'un droit réel, soit simultanément (action en exécution forcée de la livraison de la chose vendue), soit successivement (action en anéantissement d'un acte juridique et en revendication d'un bien).

Cette classification est utilisée par les règles de compétence territoriale, tant en matière purement interne qu'en matière de droit international privé.

### Actions mobilière et immobilière
Une seconde classification oppose les actions mobilières (qui ont un meuble pour objet) et les actions immobilières (qui ont un immeuble pour objet). Cette distinction est nécessaire en ce qui concerne la compétence territoriale : les actions immobilières sont jugées par le tribunal du lieu de situation de l'immeuble tandis que les actions mobilières sont jugées par le tribunal du lieu de demeure du défendeur.

### Actions déclaratoires, interrogatoires et provocatoires
Une dernière classification des actions en justice est envisagée pour apprécier leur recevabilité au regard d'un intérêt à agir incertain. Les actions déclaratoires tendent à la reconnaissance d'une situation juridique par le juge, et sont admises dans certaines circonstances par la loi.
Les actions interrogatoires, elles visent à obliger quelqu’un qui dispose d’un délai à agir, à se déterminer immédiatement. Elles sont prévues par la loi dans quelques cas exceptionnels, notamment en matière de constitution de sociétés. En dehors, la Jurisprudence est hostile à ces actions. Les actions provocatoires ou de jactance, elles visent à obliger celui qui se vante publiquement de pouvoir contester une action en justice à en apporter la preuve devant le Tribunal afin d’en démontrer l’exactitude.
Ces actions dite préventives, sont en principe irrecevables, mais la loi admet quelques exceptions notamment en matière de mesures d'instruction (article 145 CPC).

## Formes de l'action en justice
Les parties introduisent et conduisent l'instance en matière civile. Ainsi, les parties déterminent l'objet du litige soumis à l'appréciation du juge selon leurs prétentions respectives, matérialisées sous la forme de demandes et de défense. On parle de principe d'initiative ou de principe d'impulsion. On parle aussi de principe dispositif qui veut que ce soit les parties qui disposent de l'instance. Il existe des exceptions, hors les cas où la loi en dispose autrement. Parfois, le juge a la possibilité de se saisir d'office. Selon ce même principe d'impulsion et d'initiative, les parties sont libres de mettre fin à l'instance avant le jugement. En vertu de l'article 2 du code de procédure civile, les parties conduisent l'instance en accomplissant des actes de procédure dans certains délais. Selon l'article 3, le juge veille au bon déroulement de l'instance. Quand on parle de principe dispositif, il faut voir que le principe est galvaudé car il n'a pas de réalité, il s'agit plus d'un principe de coopération des parties. C'est de l'activité combinée des parties et du juge que résulte l'instance. C'est une activité combinée. Il faut faire attention au fait que le principe de coopération est propre.

### Demandes en justice
Le Code de procédure civile propose une classification subtile des demandes en justice, selon leur chronologie et la qualité des personnes dont elles émanent.

#### Classification des demandes
Le Code de procédure civile distingue la demande en justice initiale des demandes en justice subséquentes, et qualifiées de demandes incidentes.

##### Demande initiale
La demande initiale, également appelée demande introductive d'instance, « est celle par laquelle un plaideur prend l'initiative d'un procès en soumettant au juge ses prétentions ». La demande initiale est nécessairement principale, dans la mesure où elle aboutit à mettre en cause une personne pour la première fois. Toutefois, les demandes incidentes peuvent également être qualifiées de demandes principales.
La forme de la demande introductive d'instance varie selon la matière du litige :
- en matière contentieuse, la demande initiale est formée par voie d'assignation ou de requête conjointe, voire par simple requête, par déclaration au secrétariat-greffe ou par présentation volontaire des parties ;
- en matière gracieuse, la demande initiale est formée par voie de requête unilatérale remise au secrétariat-greffe[27].

##### Demandes incidentes
La typologie des demandes incidentes repose sur l'objet de la demande :
- les demandes reconventionnelle et additionnelle tendent à modifier les prétentions des parties ;
- les interventions volontaire et forcée tendent à la mise en cause d'un tiers à l'instance ;
- l'appel en garantie tend à la mise en cause d'un débiteur d'une obligation de garantie.

Les demandes incidentes sont formées, entre les parties, selon les règles de forme des demandes initiales, et à l'égard des tiers ou des parties défaillantes, selon les règles de forme des moyens.

##### Demandes reconventionnelle et additionnelle
La demande reconventionnelle est formée par le défendeur originaire « pour obtenir un avantage autre que le simple rejet de la prétention de son adversaire ». Ne constituent pas des demandes reconventionnelles :
- la demande par laquelle la caution défenderesse demande simplement à être déchargée de son obligation en raison d'une faute commise par le créancier[29] ;uniquement si la demande vise le déchargement total ou partiel de l'obligation, si le résultat de la demande est l'obtention de dommages-intérêts qui excèdent le montant de la dette de la caution alors il y a demande reconventionnelle[30]
- la demande de remboursement des frais non compris dans les dépens et fondée sur l'article 700 du code de procédure civile [31].

La demande additionnelle est la demande « par laquelle une partie modifie ses prétentions antérieures ».
L'article 70 du Code de procédure civile admet la recevabilité des demandes additionnelles et reconventionnelles « qui se rattachent aux prétentions originaires par un lien suffisant ».

###### Interventions volontaire et forcée
Les interventions tendent à la mise en cause d'une personne tierce à l'instance, soit à l'initiative du tiers (intervention volontaire), soit à l'initiative d'une partie (intervention forcée). Le Code de procédure civile distingue les interventions volontaires principales qui élèvent une prétention au profit de celui qui la forme, et les interventions volontaires accessoires qui appuient les prétentions d'une partie. L'intervention forcée d'un tiers peut être motivée par la condamnation du tiers, ou pour lui rendre le jugement commun afin de fermer la voie de la tierce opposition.
La recevabilité de l'intervention d'un tiers dépend de l'existence d'un lien de rattachement suffisant aux prétentions des parties. Une intervention volontaire principale est recevable lorsque l'auteur justifie de son droit à agir pour les prétentions qu'il élève, tandis que l'intervention volontaire accessoire est recevable lorsque son auteur justifie son intérêt à soutenir la partie à laquelle il se joint. Enfin, l'intervention forcée suppose que le tiers mis en cause dispose d'un délai suffisant pour préparer sa défense.

###### Appel en garantie
L'appel en garantie est une forme d'intervention forcée, dirigée contre un tiers à l'instance qui est débiteur d'une obligation de garantie envers l'une des parties. La garantie est simple ou formelle selon que le tiers est poursuivi comme personnellement obligé, ou simplement détenteur d'un bien.

#### Effets des demandes
Sur le fond du droit, la demande en justice vaut mise en demeure au sens de l'article 1146 du Code civil, et interrompt la prescription extinctive et tous les délais pour agir. En matière procédurale, la demande initiale crée le lien d'instance et saisit le juge. Le juge compétent est déterminé au regard du montant de la demande, selon les règles de compétence matérielle.

### Moyens de défense
Les moyens de défense désignent l'ensemble des moyens invoqués par une partie, et qui tendent au rejet des prétentions de son adversaire. Le Code de procédure civile retient une classification ternaire des moyens de défense et distingue les moyens de défense au fond, les exceptions de procédure et les fins de non-recevoir. Les moyens de défense peuvent être invoqués par écrit (conclusions) ou oralement (intervention à l'audience), selon les règles de procédure spécifiques à la juridiction saisie.

#### Moyens de défense au fond
Les moyens de défense au fond tendent « à faire rejeter comme non justifiée, après examen au fond du droit, la prétention de l'adversaire ». Ces moyens peuvent être proposés en tout état de cause.

#### Exceptions de procédure
Les exceptions de procédure sont des moyens de défense qui tendent « soit à faire déclarer la procédure irrégulière ou éteinte, soit à en suspendre le cours ». Les quatre exceptions de procédure sont :
- Les exceptions d'incompétence de la juridiction saisie ;
- les exceptions de nullité pour vice de forme ou de fond ;
- les exceptions de litispendance et de connexité ;
- Les exceptions dilatoires

Les exceptions de procédure doivent nécessairement être invoqués in limine litis, avant toute défense au fond ou fin de non-recevoir. Cependant, les exceptions de nullité peuvent être soulevées après l'accomplissement de l'acte de procédure critique. Le principe est que les exceptions de procédure doivent être soulevées simultanément.
Les exceptions de nullité pour vice de fond peuvent être invoquées en tout état de cause et à n'importe quel stade mais pas devant la Cour de cassation. L'article 117 du code de procédure civile fournit une liste de vices de fond. La liste est normalement limitative, ce qui peut apparaître comme une incohérence avec l'article 119 du même code. Il ne faut pas que cela favorise des manœuvres dilatoires. L'article 123 du code de procédure civile prévoit un tempérament : si l'on prouve l'intention dilatoire, la partie pourra être condamnée à payer des dommages et intérêts. Il est cependant délicat de prouver cette intention dilatoire. Le problème est de savoir quel est le dommage ressenti (perte de temps, d'argent, etc.)
- La difficulté d'établir le préjudice amène généralement à une clause de conciliation préalable
- La sanction est une nullité.
- Ces vices de fond ne supposent pas la preuve d'un grief.
- Le juge a l'obligation de relever d'office les exceptions pour vices de fond (exemple : défaut de se pourvoir d'un avocat).
- Les vices de fond peuvent être régularisés.

Les cas de vices de fond sont des cas graves, il est donc nécessaire de qualifier le vice.
Parmi les causes d'exception de nullité, il y a notamment le non-respect des formalités prévues dans un texte. C'est une catégorie ouverte parce que constituent des vices de forme le non-respect de formalités substantielles. La jurisprudence évolue dans le temps : elle considère désormais que le fait de ne pas mentionner dans une assignation le nom de l'avocat est un vice de forme (Arrêt de la 2e chambre civile de la Cour de cassation du 30 avril 2009). Même chose pour le fait de ne pas identifier l'appelant (Arrêt de la 2e chambre civile de la Cour de cassation du 13 novembre 2008).
Les exceptions dilatoires visent toutes les hypothèses où le plaideur beneficie d'un délai qui justifie la suspension de l'instance. Lorsque le plaideur bénéficie d'un délai pour dresser inventaire, il ne peut soulever les autres exceptions qu'à l'issue de ce délai (CPC, art. 111).

#### Fins de non-recevoir
Les fins de non-recevoir sont des moyens de défense qui tendent « à faire déclarer l'adversaire irrecevable en sa demande, sans examen au fond, pour défaut du droit d'agir ». Les fins de non-recevoir sont fondées sur :
- le défaut d'intérêt ou de qualité pour agir ;
- l'échéance de la prescription ou l'écoulement d'un délai préfix ;
- l'autorité de chose jugée ;
- l'estoppel. (qui n'est pas une fin de non recevoir reconnue par le CPC mais que certaines interprétations jurisprudentielles tendent à considérer comme telle)

Les fins de non-recevoir peuvent être invoquées en tout état de cause, mais le plaideur peut être condamné à des dommages et intérêts s'il tarde à l'invoquer dans une intention dilatoire.
Elles ne nécessitent pas la démonstration d'un grief et relèvent de la seule compétence du juge du fond.
Le régime des fins de non-recevoir, et spécialement les articles 125 et 789 du code de procédure civile, a été modifié par le « Décret Magicobus » du 3 juillet 2024.